# Ostéodystrophie des reptiles
 (décembre 2011).
Si vous disposez d'ouvrages ou d'articles de référence ou si vous connaissez des sites web de qualité traitant du thème abordé ici, merci de compléter l'article en donnant les références utiles à sa vérifiabilité et en les liant à la section « Notes et références ».
Pour les articles homonymes, voir Ostéodystrophie.
L'ostéodystrophie, aussi appelée ostéofibrose, est une maladie touchant les reptiles, due à des carences en calcium ou en certaines vitamines. 

## Causes
L'ostéodystrohie est consécutive à une carence en calcium ou à un défaut d'absorption de calcium par l'organisme.
Elle peut provenir lorsqu'un régime alimentaire est trop pauvre en calcium. Pour les reptiles végétariens, par la consommation de végétaux pauvres en calcium, pour les reptiles insectivores par la consommation d'insectes ayant eux-mêmes consommé des végétaux pauvres en calcium (les insectes étant, à la base, peu riche en cet élément), ou en cas de supplémentation insuffisante. Ce problème est moins fréquent chez les reptiles carnivores, le calcium étant naturellement présent dans les os des reptiles ou mammifères consommés.
Elle peut aussi provenir d'un défaut d'assimilation du calcium par l'organisme, soit par manque de vitamines (précurseurs de la vitamine D3, qui participe à l'absorption du calcium), soit par manque d'exposition aux UV (ultraviolet), plus précisément les UV-B. Le fait que les reptiles nocturnes n'auraient pas besoin d'exposition aux UV artificiels ou naturels est une idée reçue fréquente dans la terrariophilie. Cependant, les reptiles nocturnes synthétisent aussi la vitamine D3 à partir des UV-B.
Il est fréquent d'observer des reptiles nocturnes sauvages, tels que la Tarente de Maurétanie, s'exposer complètement ou partiellement au soleil en journée afin de bénéficier des UV-B solaires.
Certains animaux y sont plus sensibles que d'autres. Les jeunes en croissance sont particulièrement sensibles à ce problème. Les femelles gravides également, car leur organisme utilise beaucoup de calcium pour la calcification et la ponte des œufs. Les reptiles nocturnes ont une chaîne d'assimilation du calcium plus robuste, et sont donc moins fréquemment sujets à cette maladie.

## Effets
Cette maladie se traduit par une ostéomalacie ou fragilisation des os, en particulier des os longs tels que le tibia. Ceci peut conduire à des fractures spontanées, à des déformations osseuses ou à des malformations chez les sujets en croissance. Les déformations de la colonne vertébrale, de la mandibule, des membres et de la queue sont les plus fréquentes. L'hypocalcémie peut provoquer des tremblements ou des spasmes des muscles squelettiques par hyperexcitabilité des rhabdomyocytes, souvent observables sur les membres de l'animal.
À plus ou moins long terme cette maladie est fatale, par les effets sur le système squelettique (fractures et déformations) ou par un affaiblissement de l'organisme hypocalcémié, conduisant à un effondrement des défenses immunitaires.

## Cas des reptiles en captivité
Dans la nature cette maladie apparaît lors de conditions difficiles conduisant à des carences.
Cette maladie est beaucoup plus fréquente chez les animaux maintenus en captivité (voir terrariophilie). Les causes sont  liées au manque de calcium dans les aliments fournis (végétaux inadaptés, insectes ayant consommé des végétaux inadaptés…), à un manque de vitamines dans la nourriture (vitamines A et D3 principalement), ou essentiellement à cause d'un manque d'apport en UV-B.
Pour prévenir l'ostéodystrophie fibreuse, il est nécessaire de répondre aux besoins des reptiles en fournissant une alimentation adaptée à l'espèce, riche en calcium et en vitamines. La supplémentation en calcium et vitamines est souvent nécessaire, avec un dosage adapté à l'animal. Un excès de supplémentation peut mener à une hypercalcémie, dont une des conséquences est la néfrotoxicité. Il est également obligatoire d'équiper l'habitat d'un éclairage émettant des UV-B et  dont l'intensité sera à adapter en fonction de l'espèce.
Certains propriétaires de reptiles permettent à leurs animaux de prendre des bains de soleil en extérieur, ce qui permet une captation efficace d'UV-B, mais aussi d'une vaste variété de longueurs d'onde non reproduisibles par les éclairages artificiels, y compris de qualité.
En cas d'ostéodystrophie, la prise en charge par un médecin vétérinaire est recommandée afin de stabiliser l'animal et de lui  fournir un traitement adapté, en fonction de son âge, sa condition physique, son poids ou son espèce. Une correction des conditions de vie sera ensuite mise en place, en introduisant des compléments calcio-vitaminiques dans l'alimentation et améliorant l'équipement de l'habitat.